# Daño axonal difuso
El daño axonal difuso (DAD) es uno de los tipos de lesiones encefálicas más frecuentes y más devastadoras, ya que el daño ocurre sobre un área amplia más que en un punto focal del cerebro.
El DAD se debe a extensas lesiones en la materia blanca, y es una de las principales causas de pérdidas de consciencia y estado vegetativo tras traumatismos cerebrales. Aparece en cerca de la mitad de los casos de trauma cerebral grave y también aparece, aunque con menor frecuencia, en traumas moderados y suaves.
El resultado del DAD frecuentemente es un coma, cerca del 90% de los pacientes con DAD profundo nunca recobran la consciencia. Los que logran salir del coma frecuentemente presentan trastornos remanentes significativos.
Actualmente otros investigadores afirman que el DAD puede ocurrir en cualquier grado desde (muy) ligero o moderado a (muy) grave. La contusión podría ser un tipo más ligero de daño axonal difuso

## Mecanismo
A diferencia de las lesiones encefálicas que ocurren debido a un impacto directo o la compresión del cerebro, el DAD es el resultado de fuerzas cortantes de importancia como las que pueden aparecer cuando la cabeza es acelerada o decelerada súbitamente, como puede ocurrir en accidentes de tráfico, caídas desde altura o golpes fuertes en la cabeza. Las fuerzas cortantes en los tejidos encefálicos pueden aparecer como consecuencia de fuerzas de deceleración importantes, o giros bruscos. Los accidentes de tráfico son la principal causa de DAD; aunque también se observan como resultado del maltrato a menores como en síndrome del bebé sacudido.
La principal causa de DAD es la disrupción de los axones, que permiten la intercomunicación de las neuronas entre sí. Los haces de axones, que tienen un color blancuzco debido a las vainas de mielina que cubren los axones, son lo que se denomina materia blanca. Las aceleraciones de consideración ocasionan lesiones cortantes, es decir, ocasionan deslizamientos de unas capas de tejido sobre otras. Cuando la masa encefálica, es acelerada, partes de diferentes densidades y a diferentes distancias del centro de rotación experimentan aceleraciones diferenciales, lo que ocasiona estiramientos diferenciales de los axones en las uniones transversales entre áreas diferentes por lo que se perjudica la unión entre la material blanca y la materia gris. Dos tercios de las lesiones de tipo DAD aparecen en las áreas donde se encuentra la materia gris con la materia blanca.

## Características
Los cerebros dañados por DAD generalmente presentan lesiones en la materia blanca. Estas lesiones varían en tamaño entre 1 y 15 mm y se distribuyen de una manera característica. El daño axonal difuso comúnmente afecta a la materia blanca en áreas que incluyen la base del cerebro, el cuerpo calloso y los hemisferios cerebrales. Los lóbulos del cerebro que se lesionan con mayor frecuencia son los lóbulos frontal y temporal. otras áreas donde se localizan daños axonales difusos son la materia blanca del córtex cerebral, los pedúnculos superiores, los ganglios basales, el tálamo y los núcleos hemisféricos profundos. Estas áreas pueden dañarse fácilmente por la diferencia de densidad entre ellas y el resto del cerebro.

### Características histológicas
El DAD se caracteriza por la separación de los axones, en la que el axón es desgarrado por el punto de estiramiento y la parte distal es degradada. Aunque se pensaba que la principal causa de la separación axonal era el rasgado debido a fuerzas mecánica durante el evento traumático, ahora se sabe que no existe rasgado durante el impacto; más bien, una cascada bioquímica secundaria, como respuesta al daño encefálico primario y que tiene lugar horas o días después del daño inicial. Este proceso secundario es el responsable del daño causado a los axones.
Aunque el proceso involucrado en la lesión cerebral secundaria no se comprende bien, se acepta que el estiramiento de los axones durante el proceso de lesión primaria causa disrupción física y degradación proteolítica del citoesqueleto. Además también causa la apertura de los canales de sodio del axolema, lo que a su vez provoca la apertura de los canales de calcio y que el Ca2+ sea liberado en las células. La presencia intracelular de Ca2+ desata numerosos procesos, incluyen la activación de la fosfolipasa y las enzimas proteolíticas, dañando las mitocondrias y el citoesqueleto, y activando mensajeros secundarios, que pueden llevar a la separación del axón y a la muerte de la célula.

## Historia
El DAD se reconoció específicamente como resultado de los estudios de Sabina Strich sobre lesiones en la materia blanca de individuos que habían sufrido conmoción cerebral años antes. Strich propuso la idea por primera vez en 1956, y la llamó degeneración difusa de la materia blanca, aunque llevó algún tiempo más que el trastorno adquiriera su denominación moderna, «daño axonal difuso», o abreviado DAD. Strich estaba investigando la relación entre la demencia y la conmoción cerebral y estableció en 1956 que el DAD desempeñaba un papel fundamental en el desarrollo de la demencia debida al trauma encefálico. La denominación DAD se remonta a los primeros años de la década de 1980.

## Ejemplos notables
- Richard Hammond, presentador de Top Gear, sufrió DAD tras un choque en 2006
- Roberto Guerrero, piloto de la Championship Auto Racing Teams, sufrió DAD tras un choque en pruebas en Indianapolis en 1987
- El narrador de audiolibros Frank Muller, falleció de DAD en 2008 tras un choque de motocicleta en 2001
- El más reciente fallecimiento de un piloto de Fórmula 1, fue a causa de DAD, después de que Jules Bianchi colisionara con una Grúa en el Gran Premio de Japón de 2014